# El Payo
El Payo (Payu en estrémègne) est une commune de la province de Salamanque dans la communauté autonome de Castille-et-León en Espagne. Elle fait partie du groupement européen de coopération territoriale Duero-Douro.

## Géographie
El Pico Jalama domine l'horizon à la sortie du village, il est possible d'en faire l'ascension pour admirer une grande partie de la région du haut de la montagne.
Une rivière rattachée à El Payo permet durant les grosses chaleurs de profiter de l'eau claire de la montagne.

## Économie
Le hameau, pourtant petit, compte une boulangerie, une épicerie, une pharmacie, et pas moins de 6 bars en 2013.

## Culture et patrimoine
La commune offre en été, durant les fêtes, des incierros, corridas, avec des vachettes et quelquefois des taureaux.
Le village devient réellement vivant durant la période juillet-août-septembre, quand les enfants d’émigrés viennent passer leurs vacances. De nombreux bars locaux voient leur chiffre d'affaires grimper durant les mois chauds, les commerces vivant du tourisme en été.